# Primera Divisió 2005-2006
La Primera Divisió 2005-2006 fu l'undicesima edizione del campionato andorrano di calcio disputato tra il 25 settembre 2005 e il 30 aprile 2006 e concluso con la vittoria del FC Rànger's, al suo primo titolo.

## Formula
Le squadre partecipanti furono 8 e il campionato venne diviso in due fasi. Nella prima parte della stagione le squadre si incontrarono in un turno di andata e ritorno per un totale di 14 partite. Le prime 4 furono inserite in un girone playoff mentre le rimanenti 4 giocarono in un girone al termine del quale l'ultima fu retrocessa mentre la penultima giocò uno spareggio con la seconda classificata della Segona Divisió per l'ultimo posto disponibile.
La vincente fu qualificata alla Coppa UEFA 2006-2007 e la seconda classificata alla Coppa Intertoto 2006.

## Squadre partecipanti
| Club                    | Città               | Posizione 2004-05   |
| ----------------------- | ------------------- | ------------------- |
| FC Lusitanos            | Andorra la Vella    | 6°                  |
| UE Extremenya           | La Massana          | Segona Divisió      |
| Inter Club d'Escaldes   | Escaldes-Engordany  | 5°                  |
| FC Rànger's             | Andorra la Vella    | 2°                  |
| Principat               | Andorra la Vella    | 4°                  |
| FC Santa Coloma         | Santa Coloma        | 3°                  |
| UE Sant Julià           | Sant Julià de Lòria | Campione di Andorra |
| Atlètic Club d'Escaldes | Escaldes-Engordany  | 7°                  |

Tutte le partite furono disputate nello Estadi Comunal d'Aixovall.

## Stagione regolare
|  | Pos. | Squadra                 | Pt | G  | V  | N | P  | GF | GS | DR  |
|  | ---- | ----------------------- | -- | -- | -- | - | -- | -- | -- | --- |
|  | 1.   | FC Rànger's             | 37 | 14 | 12 | 1 | 1  | 62 | 7  | +55 |
|  | 2.   | UE Sant Julià           | 32 | 14 | 10 | 2 | 2  | 53 | 12 | +41 |
|  | 3.   | FC Santa Coloma         | 28 | 14 | 9  | 1 | 4  | 41 | 12 | +29 |
|  | 4.   | FC Lusitanos            | 24 | 14 | 8  | 0 | 6  | 26 | 29 | -3  |
|  | 5.   | Inter Club d'Escaldes   | 23 | 14 | 7  | 2 | 5  | 22 | 23 | -1  |
|  | 6.   | Atlètic Club d'Escaldes | 12 | 14 | 3  | 3 | 8  | 10 | 24 | -14 |
|  | 7.   | CE Principat            | 5  | 14 | 1  | 2 | 11 | 12 | 45 | -33 |
|  | 8.   | UE Extremenya           | 1  | 14 | 0  | 1 | 13 | 9  | 83 | -74 |

Legenda:

      Ammessa ai play-off
      Ammessa ai play-out
Note:

Tre punti a vittoria, uno a pareggio, zero a sconfitta.

## Seconda fase
Le squadre mantengono i punti conquistati nella prima fase.

### Playoff
|                    | Pos. | Squadra         | Pt | G  | V  | N | P  | GF | GS | DR  |
| ------------------ | ---- | --------------- | -- | -- | -- | - | -- | -- | -- | --- |
| Andorra (bandiera) | 1.   | FC Rànger's     | 51 | 20 | 16 | 3 | 1  | 73 | 12 | +51 |
|                    | 2.   | UE Sant Julià   | 39 | 20 | 12 | 3 | 5  | 61 | 19 | +42 |
|                    | 3.   | FC Santa Coloma | 36 | 20 | 11 | 3 | 6  | 47 | 17 | +30 |
|                    | 4.   | FC Lusitanos    | 28 | 20 | 9  | 1 | 10 | 30 | 41 | -11 |

### Playout
|  | Pos. | Squadra                 | Pt | G  | V  | N | P  | GF | GS | DR  |
|  | ---- | ----------------------- | -- | -- | -- | - | -- | -- | -- | --- |
|  | 5.   | Inter Club d'Escaldes   | 36 | 20 | 11 | 3 | 6  | 36 | 28 | +8  |
|  | 6.   | Atlètic Club d'Escaldes | 28 | 20 | 8  | 4 | 8  | 21 | 27 | -6  |
|  | 7.   | CE Principat            | 11 | 20 | 3  | 2 | 15 | 18 | 55 | -37 |
|  | 8.   | UE Extremenya           | 1  | 20 | 0  | 1 | 19 | 11 | 98 | -87 |

Legenda:

      Campione di Andorra e qualificato alla Coppa UEFA
      Qualificato alla Coppa Intertoto
      Ammessa allo spareggio
      Retrocessa in Segona Divisió
Note:

Tre punti a vittoria, uno a pareggio, zero a sconfitta.

## Spareggio
Il CE Principat, arrivato settimo, incontrò l'UE Engordany, seconda classificata della Segona Divisió, in un doppio spareggio per determinare l'ultima classificata al campionato di massima divisione della stagione successiva.
| Andorra La Vella 14 maggio 2006 | CE Principat | 3 – 0 | UE Engordany | Estadi Comunal d'Aixovall |

| Andorra La Vella 21 maggio 2006 | UE Engordany | 0 – 0 | CE Principat | Estadi Comunal d'Aixovall |

## Verdetti
- Campione di Andorra: FC Rànger's
- Qualificato alla Coppa UEFA: FC Rànger's
- Qualificato alla Coppa Intertoto: UE Sant Julià
- Retrocesse in Segona Divisió: UE Extremenya